# 斯托克頓 (馬里蘭州)
斯托克頓（英語：Stockton）是位於美國馬里蘭州烏斯特縣的一個普查規定居民點。

## 人口
根據2020年美國人口普查的數據，斯托克頓的面積為4.42平方千米，當中陸地面積為4.41平方千米，而水域面積為0.01平方千米。當地共有人口91人，而人口密度為每平方千米20.59人。